# Issa Mahmoud Jeppesen
Issa Mahmoud Jeppesen (født 1988 i København) er en dansk tv-vært.
Han er uddannet på Roskilde Universitet i 2018 og har været tilknyttet DR,
først som freelancer ved P3 nyheder, derefter som ansat på Christiansborgredaktionen hvor han stod for programmet Slotsholmen, og siden marts 2022 som vært på DR2's Deadline.